# Milturt
Milturt (Chrysosplenium) er en slægt med ca. 60 arter, som er udbredt på den nordlige halvkugle og i Sydamerika. De har afrundede, håndribbede blade med rundtakket rand. Bladene kan være enten spredtstillede eller modsattte. Blomsterne er 4-tallige, små og gulgrønne. De sidder samlet i endestillede klynger, der er omgivet af højblade. Alle arter er knyttet til våde og skyggede steder, men de fleste blomstrer dog om foråret, mens løvtræernes blade endnu ikke tager for meget lys.
Her omtales kun de to arter, som er vildtvoksende i Danmark.
| Beskrevne arter |

- Almindelig Milturt (Chrysosplenium alternifolium)
- Småbladet Milturt (Chrysosplenium oppositifolium)